# AEM Luxten Timișoara
CS AEM Luxten Timișoara – rumuński klub szachowy z siedzibą w Timișoarze, trzynastokrotny mistrz kraju, zwycięzca Pucharu Europy kobiet w 1998 roku.

## Historia
Klub został założony w 1982 roku. Trzynastokrotnie (1989, 1993, 2002–2007, 2009, 2011–2013, 2016) wygrał Superligę, tyle samo razy uzyskał drużynowe mistrzostwo kraju kobiet. W 1998 roku zespół zadebiutował w Pucharze Europy kobiet. Rumuński zespół wyszedł wówczas z grupy po zwycięstwach z SAE Ateny, ŠK Nova Gorica i Krefelder SK Turm 1851. W fazie finałowej AEM Luxten odniósł zwycięstwa nad Gošą Smederevska Palanka, BAS Belgrad i Kyjiwską Szkołą Hrosmejsteriw, zdobywając trofeum. W latach 1999, 2001 i 2012 klub zajął drugie miejsce w Pucharze Europy kobiet. W sezonie 2016 uczestniczył w Pucharze Europy mężczyzn. Zespół wygrał wówczas z CE Fontainois, Gonzaga Chess Club, Cheddleton & Leek Chess Club i CSM Baia Mare, zremisował z Werderem Brema i przegrał z Ashdod City Club oraz Obiettivo Risarcimento Padova; w klasyfikacji końcowej zajął trzynastą pozycję. W 2017 roku CS AEM Luxten został rozwiązany.
W klubie grali m.in.: Csaba Balogh, Alin Berescu, Ferenc Berkes, Anastasija Bodnaruk, Adina-Maria Bogza, Ioan-Cristian Chirilă, Elena-Luminița Cosma, Pia Cramling, Elina Danielian, Aleksandyr Dełczew, Angela Dragomirescu, Robin-Alexandru Dragomirescu, Nana Dzagnidze, Lela Dżawachiszwili, Cristina-Adela Foișor, Mihaela-Veronica Foișor, Daniel Fridman, Mihail-Viorel Ghindǎ, Mihai-Lucian Grünberg, Sergiu-Henric Grünberg, Zbyněk Hráček, Iulia-Ionela Ionicǎ, Nana Ioseliani, Andrei Istrățescu, Ligia-Letitia Jicman, Gata Kamski, Constantin Lupulescu, Alina Moțoc, Andrei Murariu, Władysław Niewiedniczy, Gabriela Olărașu, Mychajło Ołeksijenko, Ioana-Smaranda Pădurariu, Mircea-Emilian Pârligras, Corina-Isabela Peptan, Dragan Šolak, Mihai Șubă, Carmen Voicu-Jagodzinsky, Andrij Wołokitin, Andrij Wowk, Anna Zatonskih i Natalija Żukowa.